# Attaque du 3 septembre 2021 à Auckland
L'attaque au couteau d'Auckland survient le 3 septembre 2021 à 14 h 40 NZST lorsque sept personnes sont agressées dans le supermarché Countdown (en), dans le centre commercial LynnMall (en)  à New Lynn, près d'Auckland en Nouvelle-Zélande. L'agresseur, Ahamed Samsudeen, était surveillé par la police, qui finit par l'abattre sur le lieu de l'attaque.
La Première ministre Jacinda Ardern déclare que l'incident est un « acte terroriste inspiré de l'État islamique ».
Il s'agit de la deuxième attaque au couteau en moins de quatre mois à se produire dans un supermarché Countdown, le premier étant à Dunedin, et le premier attentat terroriste en Nouvelle-Zélande depuis la fusillade de la mosquée de Christchurch en 2019.

## Attaque
L'agresseur est surveillé par des équipes de surveillance et une équipe tactique stratégique lorsqu'il quitte son domicile à Glen Eden. Il fait des courses pendant dix minutes dans le supermarché Countown avant d'attraper un couteau sur une étagère et de passer à l'acte. L'attaque dure entre 60 et 90 secondes.
Au moins une vidéo de l'attaque est publiée sur les réseaux sociaux.
L'agresseur est abattu par la police juste après son attaque, refusant de se rendre.

## Victimes
Sept personnes sont blessées dans l'attaque. Six victimes sont transportées à l'hôpital, cinq avec des coups de couteau et une avec une épaule disloquée. L'hôpital de la ville d'Auckland en reçoit trois dans un état critique et un dans un état grave. L'hôpital Waitakere (en) et l'hôpital Middlemore reçoivent chacun un patient dans un état modéré. Une huitième victime, qui n'a pas été blessée, est identifiée peu de temps après.

## Auteur
Ahamed Aathill Mohamed Samsudeen (en) est un ressortissant sri-lankais de 32 ans (né à la ville à prédominance musulmane de Kattankudy)  qui était arrivé en Nouvelle-Zélande en octobre 2011 avec un visa étudiant. Après une première demande d'asile rejetée en 2012, une deuxième est acceptée en 2013, pour cause de torture et de pressions politiques subies dans son pays natal.
Il attire l'attention des services de police en mars 2016 quand il partage du contenu violent et affiche son soutien à des actes de terrorisme. Selon sa famille, il aurait été radicalisé par des voisins irakiens et syriens en Nouvelle-Zélande. Elle indique aussi qu'il souffrait de problèmes de santé mentale qui avaient empiré au fil du temps.
Le 20 mai 2017, Ahamed est arrêté à l'aéroport d'Auckland. Quelques semaines auparavant, il avait confié à un musulman pratiquant à la mosquée d'Auckland qu'il voulait aller en Syrie et combattre pour l'État islamique. Il plaide coupable pour, entre autres, distribution de publications interdites quand des vidéos de propagande et des photos dans un style militaire sont retrouvées dans son appartement. Il est libéré sous caution.
En 2018, il achète un couteau et est arrêté à nouveau. On retrouve chez lui du nouveau matériel de propagande sur comment tuer les non-musulmans. Après trois ans en prison pour diverses condamnations, il est libéré en en juillet 2021.
Après sa sortie de prison, il est surveillé par la police (en) et les services de sécurité nationale, y compris une escouade tactique armée. Au moment de l'attaque, il est accusé d'avoir agressé des agents pénitentiaires pendant sa détention.

## Réactions
La Première ministre Jacinda Ardern et le commissaire de police Andrew Coster (en) tiennent une conférence de presse à partir de 17 h 15 NZST. Le maire d'Auckland, Phil Goff, exprime sa frustration que la Première ministre ne puisse pas partager des informations sur le terroriste avec le public en raison des ordonnances émises par le tribunal. Il déclare aussi qu'il était encore plus difficile de faire face à cette attaque alors que la ville est en confinement de niveau d'alerte 4.
Le président de la Fédération des associations islamiques de Nouvelle-Zélande (en) (FIANZ), Ibrar Sheikh, condamne l'attaque, déclarant que « les terroristes qui commettent des actes aussi inhumains et vils n'appartiennent à aucune religion… Ils agissent par pure haine et n'ont pas leur place dans notre pays ». Il exprime également sa sympathie aux victimes et à leurs familles ainsi qu'aux passants qui ont été témoins de l'attaque terroriste.
Les chaines de supermarchés Countdown et Foodstuffs (en) retirent les couteaux aiguisés de la vente, en tant que principe de précaution.